# Palmarés da Kolss-BDC Team
A equipa ciclista profissional ucraniana Kolss-BDC Team tem tido nos últimos anos as seguintes vitórias:

## Kolss Cycling Team

### 2010

#### Circuitos Continentais UCI
| Datas       | Circuito                     | Carreiras                              | Ganhador           |
| 25 de abril | UCI Europe Tour de 2009-2010 | 4.ª etapa do Grande Prêmio de Adigueya | Mykhailo Kononenko |

### 2011

#### Circuitos Continentais UCI
| Datas        | Circuito                     | Carreiras                         | Ganhador           |
| 8 de junho   | UCI Europe Tour de 2010-2011 | 5.ª etapa do Tour da Eslováquia   | Mykhailo Kononenko |
| 13 de agosto | UCI Europe Tour de 2010-2011 | 3.ªb etapa do Tour de Szeklerland | Anatoly Sosnitsky  |

### 2012

#### Circuitos Continentais UCI
| Datas      | Circuito                     | Carreiras                           | Ganhador           |
| 7 de abril | UCI Europe Tour de 2011-2012 | 4.ª etapa do Grande Prêmio de Sochi | Mykhailo Kononenko |
| 5 de junho | UCI Europe Tour de 2011-2012 | 2.ª etapa do Tour da România        | Andriy Kulyk       |
| 7 de junho | UCI Europe Tour de 2011-2012 | 4.ª etapa do Tour da România        | Andriy Kulyk       |
| 9 de junho | UCI Europe Tour de 2011-2012 | 6.ª etapa do Tour da România        | Andriy Kulyk       |
| 6 de julho | UCI Europe Tour de 2011-2012 | 2.ª etapa do Tour de Sibiu (CRE)    | Kolss              |

### 2013

#### Circuitos Continentais UCI
| Datas         | Circuito                     | Carreiras                                | Ganhador           |
| 6 de abril    | UCI Europe Tour de 2012-2013 | 4.ª etapa do Grande Prêmio de Sochi      | Vitaliy Buts       |
| 7 de abril    | UCI Europe Tour de 2012-2013 | Grande Prêmio de Sochi                   | Vitaliy Buts       |
| 19 de abril   | UCI Europe Tour de 2012-2013 | 3.ª etapa do Grande Prêmio de Adigueya   | Vitaliy Buts       |
| 21 de abril   | UCI Europe Tour de 2012-2013 | Grande Prêmio de Adigueya                | Andriy Khripta     |
| 1 de maio     | UCI Europe Tour de 2012-2013 | Maior Cup                                | Vitaliy Buts       |
| 5 de maio     | UCI Europe Tour de 2012-2013 | Prologo dos Cinco Anéis de Moscovo (CRI) | Andriy Vasylyuk    |
| 6 de maio     | UCI Europe Tour de 2012-2013 | 1.ª etapa dos Cinco Anéis de Moscovo     | Vitaliy Buts       |
| 24 de maio    | UCI Europe Tour de 2012-2013 | Race Horizon Park I                      | Denys Kostyuk      |
| 26 de maio    | UCI Europe Tour de 2012-2013 | Race Horizon Park II                     | Mykhailo Kononenko |
| 30 de junho   | UCI Europe Tour de 2012-2013 | Prologo do Tour da Romênia (CRE)         | Kolss              |
| 4 de julho    | UCI Europe Tour de 2012-2013 | 4.ª etapa do Tour da Romênia             | Vitaliy Buts       |
| 6 de julho    | UCI Europe Tour de 2012-2013 | Tour da Romênia                          | Vitaliy Buts       |
| 8 de agosto   | UCI Europe Tour de 2012-2013 | 1.ª etapa do Tour de Szeklerland         | Vitaliy Buts       |
| 5 de setembro | UCI Europe Tour de 2012-2013 | 2.ª etapa do Tour da Bulgária            | Vitaliy Buts       |

#### Campeonatos nacionais
| Datas       | Carreiras                                  | Ganhador        |
| 20 de junho | Campeonato da Ucrânia Contrarrelógio (CRI) | Andriy Vasylyuk |
| 23 de junho | Campeonato da Ucrânia em Estrada           | Denys Kostyuk   |

### 2014

#### Circuitos Continentais UCI
| Datas         | Circuito                     | Carreiras                           | Ganhador           |
| 5 de abril    | UCI Europe Tour de 2013-2014 | 5.ª etapa do Grande Prêmio de Sochi | Vitaliy Buts       |
| 30 de maio    | UCI Europe Tour de 2013-2014 | Race Horizon Park 1                 | Vitaliy Buts       |
| 31 de maio    | UCI Europe Tour de 2013-2014 | Race Horizon Park 2                 | Mykhailo Kononenko |
| 1 de junho    | UCI Europe Tour de 2013-2014 | Race Horizon Park 3                 | Denys Kostyuk      |
| 4 de junho    | UCI Europe Tour de 2013-2014 | 2.ª etapa do Tour da Eslováquia     | Oleksandr Polivoda |
| 7 de junho    | UCI Europe Tour de 2013-2014 | 5.ª etapa do Tour da Eslováquia     | Andriy Kulyk       |
| 7 de junho    | UCI Europe Tour de 2013-2014 | Tour da Eslováquia                  | Oleksandr Polivoda |
| 6 de julho    | UCI Asia Tour de 2013-2014   | 1.ª etapa da Volta ao Lago Qinghai  | Oleksandr Polivoda |
| 8 de julho    | UCI Asia Tour de 2013-2014   | 3.ª etapa da Volta ao Lago Qinghai  | Mykhailo Kononenko |
| 13 de julho   | UCI Asia Tour de 2013-2014   | 8.ª etapa da Volta ao Lago Qinghai  | Sergiy Lagkuti     |
| 7 de agosto   | UCI Europe Tour de 2013-2014 | 1.ª etapa do Tour de Szeklerland    | Oleksandr Golovash |
| 20 de agosto  | UCI Europe Tour de 2013-2014 | 1.ª etapa do Baltic Chain Tour      | Mykhailo Kononenko |
| 22 de agosto  | UCI Europe Tour de 2013-2014 | 3.ª etapa do Baltic Chain Tour      | Mykhailo Kononenko |
| 2 de setembro | UCI Asia Tour de 2013-2014   | 4ª etapa do Tour da China I         | Vitaliy Buts       |

#### Campeonatos nacionais
| Datas       | Carreiras                                  | Ganhador        |
| 26 de junho | Campeonato da Ucrânia Contrarrelógio (CRI) | Andriy Vasylyuk |
| 29 de junho | Campeonato da Ucrânia em Estrada           | Vitaliy Buts    |

## Kolss-BDC Team

### 2015

#### Circuitos Continentais UCI
| Datas         | Circuito                | Carreiras                                   | Ganhador           |
| 9 de abril    | UCI Europe Tour de 2015 | 1.ª etapa do Tour de Mersin                 | Oleksandr Polivoda |
| 11 de abril   | UCI Europe Tour de 2015 | 3.ª etapa do Tour de Mersin                 | Mykhailo Kononenko |
| 12 de abril   | UCI Europe Tour de 2015 | 4.ª etapa do Tour de Mersin                 | Vitaliy Buts       |
| 12 de abril   | UCI Europe Tour de 2015 | Tour de Mersin                              | Oleksandr Polivoda |
| 1 de maio     | UCI Europe Tour de 2015 | Moscow Cup                                  | Sergiy Lagkuti     |
| 3 de maio     | UCI Europe Tour de 2015 | Memorial Oleg Dyachenko                     | Mykhailo Kononenko |
| 6 de maio     | UCI Europe Tour de 2015 | 1.ª etapa da Szlakiem Grodów Piastowskich   | Andrij Kulyk       |
| 7 de maio     | UCI Europe Tour de 2015 | 2.ª etapa dos Cinco Anéis de Moscovo        | Mykhailo Kononenko |
| 8 de maio     | UCI Europe Tour de 2015 | 3.ª etapa dos Cinco Anéis de Moscovo        | Oleksandr Polivoda |
| 9 de maio     | UCI Europe Tour de 2015 | Cinco Anéis de Moscovo                      | Oleksandr Polivoda |
| 29 de maio    | UCI Europe Tour de 2015 | Horizon Park Race for Peace                 | Sergiy Lagkuti     |
| 30 de maio    | UCI Europe Tour de 2015 | Horizon Park Race Maidan                    | Oleksandr Polivoda |
| 31 de maio    | UCI Europe Tour de 2015 | Horizon Park Classic                        | Mykhailo Kononenko |
| 6 de junho    | UCI Europe Tour de 2015 | Grande Prêmio de Vinnytsia                  | Vitaliy Buts       |
| 21 de junho   | UCI Europe Tour de 2015 | Memóriał im. J. Grundmanna i J. Wizowskiego | Adam Stachowiak    |
| 5 de julho    | UCI Europe Tour de 2015 | Minsk Cup                                   | Oleksandr Golovash |
| 7 de julho    | UCI Asia Tour de 2015   | 3.ª etapa da Volta ao Lago Qinghai          | Oleksandr Polivoda |
| 26 de julho   | UCI Europe Tour de 2015 | Podlasie Tour                               | Andriy Vasylyuk    |
| 28 de julho   | UCI Europe Tour de 2015 | Prologo da Dookoła Mazowsza (CRI)           | Konrad Tomasiak    |
| 1 de agosto   | UCI Europe Tour de 2015 | Odessa Grand Prix-1                         | Oleksandr Polivoda |
| 2 de agosto   | UCI Europe Tour de 2015 | Odessa Grand Prix-2                         | Vitaliy Buts       |
| 8 de agosto   | UCI Europe Tour de 2015 | 3.ªb etapa do Tour de Szeklerland           | Oleksandr Golovash |
| 19 de agosto  | UCI Europe Tour de 2015 | 2.ª etapa do Baltic Chain Tour              | Andrij Kulyk       |
| 20 de agosto  | UCI Europe Tour de 2015 | Baltic Chain Tour                           | Andrij Kulyk       |
| 5 de setembro | UCI Europe Tour de 2015 | 1.ª etapa do Black Sea Cycling Tour         | Vitaliy Buts       |
| 6 de setembro | UCI Europe Tour de 2015 | 2.ª etapa do Black Sea Cycling Tour         | Vitaliy Buts       |
| 6 de setembro | UCI Europe Tour de 2015 | Black Sea Cycling Tour                      | Vitaliy Buts       |

#### Campeonatos nacionais
| Datas       | Carreiras                                  | Ganhador           |
| 26 de junho | Campeonato da Ucrânia Contrarrelógio (CRI) | Sergiy Lagkuti     |
| 28 de junho | Campeonato da Ucrânia em Estrada           | Mykhailo Kononenko |

### 2016

#### Circuitos Continentais UCI
| Datas         | Circuito                | Carreiras                                 | Ganhador           |
| 23 de abril   | UCI Europe Tour de 2016 | Belgrade Banialuka I                      | Vitaliy Buts       |
| 24 de abril   | UCI Europe Tour de 2016 | Visegrad 4 Bicycle Race-GP Slovakia       | Andriy Kulyk       |
| 2 de maio     | UCI Europe Tour de 2016 | Memóriał Romana Siemińskiego              | Mykhailo Kononenko |
| 6 de maio     | UCI Europe Tour de 2016 | 1.ª etapa do CCC Tour-Grody Piastowskie   | Oleksandr Polivoda |
| 7 de maio     | UCI Europe Tour de 2016 | CCC Tour-Grody Piastowskie                | Oleksandr Polivoda |
| 27 de maio    | UCI Europe Tour de 2016 | Horizon Park Race for Peace               | Vitaliy Buts       |
| 29 de maio    | UCI Europe Tour de 2016 | Horizon Park Classic                      | Mykhailo Kononenko |
| 31 de maio    | UCI Europe Tour de 2016 | 1.ª etapa do Tour de Ucrânia              | Serhi Lahkuti      |
| 1 de junho    | UCI Europe Tour de 2016 | 2.ªa etapa do Tour de Ucrânia (CRE)       | Kolss-BDC Team     |
| 2 de junho    | UCI Europe Tour de 2016 | Tour de Ucrânia                           | Serhi Lahkuti      |
| 20 de julho   | UCI Asia Tour de 2016   | 4.ª etapa da Volta ao Lago Qinghai        | Vitaliy Buts       |
| 22 de julho   | UCI Asia Tour de 2016   | 6.ª etapa da Volta ao Lago Qinghai        | Serhi Lahkuti      |
| 29 de julho   | UCI Asia Tour de 2016   | 12.ª etapa da Volta ao Lago Qinghai (CRI) | Andriy Vasylyuk    |
| 30 de julho   | UCI Asia Tour de 2016   | Volta ao Lago Qinghai                     | Serhi Lahkuti      |
| 6 de agosto   | UCI Europe Tour de 2016 | Tour das Beiras                           | Andriy Vasylyuk    |
| 7 de agosto   | UCI Europe Tour de 2016 | Odessa Grand Prix                         | Oleksandr Prevar   |
| 31 de agosto  | UCI Europe Tour de 2016 | 4.ª etapa do Tour da Bulgária             | Oleksandr Polivoda |
| 2 de setembro | UCI Europe Tour de 2016 | 6.ª etapa do Tour da Bulgária             | Vitaliy Buts       |

#### Campeonatos nacionais
| Datas       | Carreiras                                  | Ganhador           |
| 23 de junho | Campeonato da Ucrânia Contrarrelógio (CRI) | Andriy Vasylyuk    |
| 26 de junho | Campeonato da Ucrânia em Estrada           | Oleksandr Polivoda |

### 2017

#### Circuitos Continentais UCI
| Datas         | Circuito                | Carreiras                           | Ganhador           |
| 4 de maio     | UCI Europe Tour de 2017 | 2.ª etapa do Tour de Azerbaijão     | Oleksandr Polivoda |
| 18 de maio    | UCI Europe Tour de 2017 | 1.ª etapa do Tour da Ucrânia        | Vitaliy Buts       |
| 18 de maio    | UCI Europe Tour de 2017 | 2.ª etapa do Bałtyk-Karkonosze Tour | Andriy Kulyk       |
| 19 de maio    | UCI Europe Tour de 2017 | 2.ª etapa do Tour da Ucrânia (CRE)  | Kolss-BDC Team     |
| 21 de maio    | UCI Europe Tour de 2017 | Tour da Ucrânia                     | Vitaliy Buts       |
| 26 de maio    | UCI Europe Tour de 2017 | Horizon Park Race for Peace         | Mykhailo Kononenko |
| 28 de maio    | UCI Europe Tour de 2017 | Horizon Park Classic                | Oleksandr Prevar   |
| 22 de julho   | UCI Asia Tour de 2017   | 7.ª etapa da Volta ao Lago Qinghai  | Mykhailo Kononenko |
| 23 de julho   | UCI Asia Tour de 2017   | 8.ª etapa da Volta ao Lago Qinghai  | Oleksandr Polivoda |
| 24 de julho   | UCI Asia Tour de 2017   | 9.ª etapa da Volta ao Lago Qinghai  | Oleksandr Polivoda |
| 25 de julho   | UCI Europe Tour de 2017 | Prologo da Dookoła Mazowsza (CRI)   | Adrian Banaszek    |
| 5 de agosto   | UCI Europe Tour de 2017 | Tour das Beiras                     | Sergiy Lagkuti     |
| 6 de agosto   | UCI Europe Tour de 2017 | Odessa Grand Prix                   | Mykhailo Kononenko |
| 26 de agosto  | UCI Asia Tour de 2017   | 2.ª etapa do Tour de Xingtái        | Oleksandr Polivoda |
| 3 de setembro | UCI Europe Tour de 2017 | 1.ª etapa do Tour da Bulgária-Norte | Sergiy Lagkuti     |
| 5 de setembro | UCI Europe Tour de 2017 | Tour da Bulgária-Norte              | Sergiy Lagkuti     |
| 7 de setembro | UCI Europe Tour de 2017 | 1.ª etapa do Tour da Bulgária-Sur   | Vitaliy Buts       |
| 8 de setembro | UCI Europe Tour de 2017 | 2.ª etapa do Tour de Bulgária-Sul   | Vitaliy Buts       |
| 9 de setembro | UCI Europe Tour de 2017 | 3.ª etapa do Tour de Bulgária-Sul   | Vitaliy Buts       |
| 9 de setembro | UCI Europe Tour de 2017 | Tour da Bulgária-Sul                | Vitaliy Buts       |
| 8 de novembro | UCI Asia Tour de 2018   | 1.ª etapa do Tour de Fuzhou         | Mykhailo Kononenko |

#### Campeonatos nacionais
| Datas       | Carreiras                                  | Ganhador           |
| 21 de junho | Campeonato da Ucrânia Contrarrelógio (CRI) | Oleksandr Polivoda |
| 25 de junho | Campeonato da Ucrânia em Estrada           | Vitaliy Buts       |